# Nymphon nakamurai
Nymphon nakamurai is een zeespin uit de familie Nymphonidae. De soort behoort tot het geslacht Nymphon. Nymphon nakamurai werd in 1994 voor het eerst wetenschappelijk beschreven door Stock. 